# Schwere SS-Panzerabteilung 102
Lo schwere SS-Panzer-Abteilung 102, comunemente abbreviato in s.SS-Pz. Abt. 102 fu una delle principali unità corazzate d'elite delle Waffen-SS, e venne impegnata su diversi fronti come forza di pronto intervento.
Creato il 22 ottobre 1943, dopo l'iniziale addestramento, il battaglione venne aggregato al II. SS-Panzerkorps e inviato in Francia nel giugno del 1944. Dopo lo sbarco degli Alleati, l'unità a causa dei ripetuti attacchi aerei non riuscì a raggiungere il fronte se non il 7 luglio. I combattimenti contro le forze anglo-americane furono assai cruenti per tutta l'estate: se al 20 luglio i Panzer VI Tiger I operativi erano 42, al 30 luglio il numero si era ridotto a 30 carri, all'8 agosto i carri disponibili erano solo 21, e il 7 settembre, il battaglione, dopo aver perso l'ultimo carro venne ritirato dal fronte per essere riorganizzato e riequipaggiato con i nuovi carri Panzer VI Tiger II.
Il 9 settembre 1944 l'unità venne quindi rinominata schwere SS-Panzer-Abteilung 502 e trasferita a Senneläger, dove rimase per tutto l'autunno e l'inverno successivi, dato che il rifornimento dei carri fu particolarmente lento. Tra il 14 febbraio e il 6 marzo 1945, l'unità raggiunse il numero di 31 Tiger II a disposizione, per cui venne trasferita sul Fronte Orientale e aggregata al Gruppo d'armate Centro: il battesimo del fuoco contro le forze dell'Armata Rossa avvenne a Sachsendorf il 22 marzo.
L'ultima menzione dell'unità, il 27 aprile 1945, riportava a 5 il numero dei carri ancora disponibili.

## Comandanti
- SS-Sturmbannführer Anton von Laackmann (gennaio 1944 - marzo 1944)
- SS-Sturmbannführer  Hans Weiss (marzo 1944 - 18 agosto 1944)
- SS-Sturmbannführer Kurt Hartrampf (agosto 1944 - 8 maggio 1945)